# I Región Militar
La I Región Militar, también conocida como Capitanía General de Madrid, corresponde a una subdivisión histórica del territorio español desde el punto de vista militar en cuanto a la asignación de recursos humanos y materiales con vistas a la defensa. Militarmente, fue una de las más importantes dado que agrupaba la capital estatal y algunas de las fuerzas y unidades más importantes del Ejército de Tierra, como la División Acorazada Brunete.

## Jurisdicción territorial
Originalmente comprendía las provincias de Madrid, Toledo, Ciudad Real, Segovia, Ávila, Cáceres y de Badajoz. No obstante, el Decreto del 11 de febrero de 1960 separó el territorio de la provincia de Badajoz y ésta quedó bajo nueva jurisdicción de la II Región (Sevilla). Por otro lado, la sede de la Capitanía General se encontraba en Madrid, que a la postre era la capital del país. Su importancia se debía a que en Madrid se encontraban las jefaturas militares de los Ejércitos de Tierra y Aire como de la Armada, pero también sus respectivos departamentos ministeriales (Ministerios del Ejército, del Aire y Marina, posteriormente unificados en el Ministerio de Defensa).
La Región Militar responde ya a un modelo de defensa territorial histórico, puesto que desde 2002 las Fuerzas Armadas españolas se organizan en unidades tácticas en función de los cometidos y misiones asignados.

## Historia

### Primeros tiempos
La división de España en Capitanías Generales data de 1705, cuando se ajustaron a los antiguos reinos que constituían la Monarquía Hispánica. Se trataban de trece regiones: Andalucía, Aragón, Burgos, Canarias, Castilla la Vieja, Cataluña, Extremadura, Galicia, Costa de Granada, Guipúzcoa, Mallorca, Navarra y Valencia. En 1714 se crea la Capitanía General de Castilla la Nueva a partir de la Comisaría General de la Gente de Guerra de Madrid.
En 1898 se volvió a dividir el territorio peninsular en siete nuevas Regiones Militares, a la vez que se constituyeron las Comandancias Generales de Baleares, Canarias, Ceuta y Melilla. Recibe el nombre de Capitanía General del Primer Cuerpo de Ejército de Castilla la Nueva y Extremadura, conservándose hasta 1900 en que pasa a denominarse Capitanía General de Cuerpo de Ejército de Castilla la Nueva.[cita requerida]
Tras la proclamación de la Segunda República en 1931, un decreto gubernamental disolvió las regiones militares y las sustituyó por las Divisiones Orgánicas.

### Régimen del 18 de Julio
En julio de 1939, tras finalizar la guerra civil española quedan restablecidas las regiones militares. A la I Región se asigna el I Cuerpo de Ejército con tres divisiones: La 11.ª (Madrid), 12.ª (Badajoz) y la 13.ª (Madrid, esta última (motorizada). El número de Regimientos era entonces de 25: 11 de Infantería, 6 de Caballería, 4 de Artillería de Campaña, 1 Antiaéreo, 1 de Reserva General y 2 de Ingenieros (Automóviles y Transmisiones). El fuerte núcleo de Infantería desempeñaba el papel de reserva utilizable donde fuera necesario. En 1943 quedó bajo jurisdicción de la Región la recién creada División Acorazada Brunete n.º 1, que iba a convertirse en una de las más importantes unidades del Ejército de Tierra. La Brunete se formó con la reorganización de varios regimientos de la Capitanía General y, también, sobre la base de la antigua 13.ª División, unidad que durante la guerra civil española había tenido un destacado papel.

### El "23-F"
Durante el Golpe de Estado de 1981, el llamado 23-F, algunos de los hechos más importantes en este trama se iban a desarrollar en Madrid y en su Capitanía General. Algunas unidades como la División Acorazada Brunete tenían asignado un papel crucial en la ejecución del planeado golpe de Estado, en tanto que los golpistas habían fijado la ocupación de la Carrera de San Jerónimo, el Parque del Retiro, el canal de Isabel II, el Campo del Moro (adyacente al Palacio de Oriente), las estaciones de Ferrocarril (Atocha y Chamartín) y los principales medios de comunicación, especialmente Televisión Española y Radio Nacional de España. Solo alguna unidad dispersa de la Brunete salió de sus acuartelamientos pero la inmensa mayoría permaneció en sus puestos ante las órdenes del General Juste (comandante de la Brunete).
El Capitán General de Madrid, el Teniente General Guillermo Quintana Lacaci, no se unió a los golpistas y dio órdenes a todos sus subordinados de que ninguna unidad se movilizara, con lo que contribuyó decisivamente al fracaso del Golpe de Estado. Después de esto, el comandante Ricardo Pardo Zancada se presentó con una pequeña fuerza de la Policía militar para intentar apoyar al Teniente coronel Antonio Tejero en su ocupación del Congreso de los Diputados, pero hubo de rendirse ante la evidencia del fracaso definitivo de la intentona golpista.

### Periodo democrático
Durante la década de los 80 los atentados del grupo terrorista ETA contra militares de la I Región Militar fueron una constante: El 4 de noviembre de 1982 el Comandante de la División Acorazada Brunete, General de División Víctor Lago Román, había sido asesinado junto a su conductor cuando circulaban por las calles de Madrid en el vehículo oficial del general. A esta muerte siguió el 29 de enero de 1984 la del ex-Capitán General de la Región, Quintana Lacaci, que fue asesinado por un comando etarra en pleno centro de Madrid. El atentado causó una gran conmoción, dado la graduación y el papel que había tenido Lacaci en el pasado. 
Tras la llegada al poder de Felipe González, tuvo lugar una profunda reestructuración de las Fuerzas Armadas de España y, transcurridos los años, la Región Militar desapareció a todos los efectos con el Real Decreto de 6 de septiembre de 2002 en el marco de una nueva reorganización de las fuerzas del Ejército de Tierra.

## Mandos
| Segunda República - 1931: Gonzalo Queipo de Llano y Sierra - 1931-1932: Rafael Villegas Montesinos - 1932-1936: Virgilio Cabanellas Ferrer Guerra Civil - 1936: Luis Castelló Pantoja - 1936: José Riquelme y López-Bago Dictadura franquista - 1939-1945: Andrés Saliquet Zumeta - 1945-1951: Agustín Muñoz Grandes - 1951-1955: Pablo Martín Alonso - 1955-1962: Miguel Rodrigo Martínez - 1962-1964: Rafael García-Valiño Marcén - 1964-1965: Mariano Alonso Alonso - 1965-1968: Ramón Rodríguez Vita - 1968-1971: Joaquín Fernández de Córdoba y Ziburu - 1971-1973: Tomás García Rebull - 1973: Emilio Villaescusa Quilis - 1973-1975: Ángel Campano López | - 1975: Félix Álvarez-Arenas Pacheco Reinado de Juan Carlos I - 1975: Félix Álvarez-Arenas Pacheco - 1975-1976: Francisco Coloma Gallegos - 1976-1977: José Miguel Vega Rodríguez - 1977-1978: Federico Gómez de Salazar y Nieto - 1978-1979: Manuel de la Torre Pascual - 1979-1982: Guillermo Quintana Lacaci - 1982-1983: Ricardo Arozarena Girón - 1983: Rafael Allendesalazar Urbina - 1983-1984: José Sáenz de Tejada y Fernández de Bobadilla - 1984-1987: Gustavo Urrutia Gracia - 1987-1989: Eloy Rovira Montero - 1989-1992: José Rodrigo Rodrigo - 1993-1994: José Faura Martín - 1994-1996: Vicente Cervera García - 1996-2000: Juan Manuel Bada Requena - 2000-2002: José Ramón Lago Vázquez (último) |

## Organización
Esta región militar era, por cuestiones políticas y militares, la más importante a nivel nacional, dado que dentro de su jurisdicción territorial se hallaba la capital del Estado, Madrid. Gozaba de una guarnición de enorme importancia militar y estratégica, e incluía a la Gran Unidad más poderosa y mejor armada del Ejército: la División Acorazada Brunete n.º 1 (tenía su Cuartel General en El Pardo (Madrid) y estaba constituida por 210 carros de combate y un general de división, tres de brigada, 99 jefes, 667 oficiales, 936 suboficiales, 234 especialistas y 12.202 soldados, que sumaban un total de 14.132 hombres). En febrero de 1981 las unidades con base en esta región militar eran las siguientes:
División Acorazada Brunete n.º 1
- Cuartel General. Madrid.
  - Estado Mayor.
  - Compañía de Policía Militar n.º 1.
  - Compañía de Cuartel General.
  - Centro Financiero.
- Núcleo de Tropas Divisionario. Madrid.
  - Cuartel General.
  - Regimiento de Caballería Ligero Acorazado (RCLAC) Villaviciosa n.º 14.
  - Regimiento de Artillería de Campaña (RACA) n.º 11.
  - Grupo de Artillería Antiaérea Ligera (GAAAL) n.º 1.
  - Regimiento Mixto de Ingenieros (RING) n.º 1.
  - Agrupación Logística (AGL) n.º 1
    - Unidad de Mando y Transportes.
    - Mando y Plana Mayor.
    - Compañía de Transportes.
    - Unidad de Sostenimiento.
    - Jefatura y Grupo de Intendencia.

  - Unidad de Inteligencia (Desde 1986).
- Brigada de Infantería Mecanizada (BRIMZ) XI. Madrid.
  - Cuartel General
  - Regimiento de Infantería Mecanizada (RIMZ) Saboya n.º 6.
  - Regimiento de Infantería Mecanizada (RIMZ) Wad Ras n.º 55 (hasta 1985).
  - Regimiento de Infantería Mecanizada (RIMZ) Castilla n.º 16 (desde 1985).
  - Grupo de Artillería de Campaña Autopropulada (GACA ATP) XI.
  - Batallón Mixto de Ingenieros (BRING) XI.
  - Grupo Logístico XI.
  - Compañía de Defensa Contracarros (desde 1986).
- Brigada de Infantería Acorazada (BRIAC) XII. Madrid.
  - Cuartel General.
  - Regimiento de Infantería Mecanizada (RIMZ) Asturias n.º 31.
  - Regimiento de Infantería Acorazada (RIAC) Alcázar de Toledo n.º 61.
  - Grupo de Artillería de Campaña Autopropulsada (GACA ATP) XII.
  - Batallón Mixto de Ingenieros (BRING) XII.
  - Grupo Logístico XII.

Brigada Paracaidista (BRIPAC):
- Cuartel General. Alcalá de Henares (Madrid).
- I Bandera Paracaidista Roger de Flor.
- II Bandera Paracaidista Roger de Lauria.
- III Bandera Ortiz de Zárate.
- Compañía del Cuartel General.
- Compañía de Cazacarros.
- Grupo de Artillería.
- Batallón Mixto de Ingenieros.
- Grupo Logístico.
- Batallón de Instrucción Paracaidista (fuera de la I Región Militar, en Alcantarilla, Murcia).

RAIL (Regimiento de Artillería de Información y Localización) n.º 61. Ciudad Real.
BRIDOT I (Brigada de Infantería de Defensa Operativa del Territorio I):
- Cuartel General. Madrid.
- Regimiento de Infantería Inmemorial del Rey n.º 1. Madrid.
- Regimiento de Infantería Órdenes Militares n.º 37. Plasencia (Cáceres).
- Plana Mayor Reducida (PLMR) del Regimiento de Infantería León n.º 38. Madrid.
- Compañía de Operaciones Especiales n.º 11. Madrid. Adscrita al Regimiento de Infantería Inmemorial del Rey n.º 1.
- Compañía de Operaciones Especiales n.º 12. Plasencia (Cáceres). Adscrita al Regimiento de Infantería Órdenes Militares n.º 37.
- Grupo Ligero de Caballería (GLC) I. Getafe (Madrid).
- Regimiento de Artillería de Campaña (RACA) n.º 13. Getafe (Madrid).
- Batallón Mixto de Ingenieros I. Getafe (Madrid).
- Agrupación Mixta de Encuadramiento n.º 1. Madrid.